# Échelle spatiale
 (mai 2016).
- Si vous ne connaissez pas le sujet, laissez ce bandeau (vous pouvez alors contacter les auteurs).
- Si vous supprimez le contenu mis en cause (vous pouvez préalablement contacter les auteurs),

argumentez précisément cette suppression dans la page de discussion
(un manque de référence n'est pas un argument ; une recherche réelle de référence doit avoir été effectuée, être formellement documentée).
Pour les articles homonymes, voir échelle.
| Exemples d'échelles en géographie and météorologie | Exemples d'échelles en géographie and météorologie | Exemples d'échelles en géographie and météorologie | Exemples d'échelles en géographie and météorologie |
| Scale                                              | Longueur                                           | Surface                                            | Description                                        |
| -------------------------------------------------- | -------------------------------------------------- | -------------------------------------------------- | -------------------------------------------------- |
| Micro                                              | 1 m – 1 km                                         | 1 m2 – 1 km2                                       | local                                              |
| Méso                                               | 1 km - 100 km                                      | 1 km2 - 10,000 km2                                 | régional                                           |
| Macro                                              | 100 km - 10 000 km                                 | 10 000 km2 - 100 000 000 km2                       | continental                                        |
| Méga                                               | > 10 000 km                                        | > 100 000 000 km2                                  | mondial                                            |

L'échelle spatiale est la notion d'échelle appliquée à la description et la catégorisation d'espaces selon leurs tailles.

## Définitions

### Sens commun
La notion d'échelle (proportion) n'est pas propre à la géographie. Elle se compose au minimum de deux niveaux. La notion exprime l'idée qu'en faisant varier la taille d'un phénomène, on modifie également les aspects associés en les rendant visibles ou invisibles, plus détaillés ou moins détaillées.
Parler d'échelle spatiale revient à considérer qu'autre chose que la taille d'un espace change lorsque sa taille vient à être changée.

### Changement d'état et seuil
L'application de la définition commune aux sciences de l'espace social n'est pas simple. La variété des ordres sociaux de grandeur — dont certains parfois sont incommensurables — ne permet pas de se référer à la res extensa cartésienne ou aux seules caractéristiques de la relativité, que sont l'espace et le temps, en physique.
Pour pallier ces difficultés, l'homme produit différents types de classements hiérarchiques (continus ou non) et de système de mesure (politique, historiques, économiques, etc.) dominés par des systèmes de valeur renvoyant aux idéologies sociétales fondatrices.
Ainsi, se poser la question de l'échelle spatiale, c'est rechercher les changements d'états des composants d'un système spatial lorsque la taille est définie comme indicateur. Cette démarche débouche souvent sur la recherche de seuils. Ces derniers sont contenus dans un ensemble de définitions variant du lieu à l'espace mondial ou à l'espace universel, en fonction d'affiliations épistémologiques géographiques différentes.

## Échelle cartographique
Pour le géographe Jacques Lévy, cette caractéristique associée à celles de la métrique et de la substance permettent de définir de manière minimale l'espace géographique. 
Dans le cas particulier de la cartographie, la notion d'échelle est intrinsèquement différente. Elle renvoie au rapport de réduction - ou proportion - entre l'objet référent du terrain et la carte (objet référé). Ce rapport mesure une transformation réalisée par l'intermédiaire de la sémiologie graphique propre à la discipline cartographique.